# Geschichte Guyanas
Die Geschichte Guyanas umfasst die Entwicklungen auf dem Gebiet der Kooperativen Republik Guyana von der Urgeschichte bis zur Gegenwart. Vor 400 Jahren siedelten sich die ersten Europäer im heutigen Guyana an. In der Vergangenheit wechselte Guyana zwischen niederländischer, französischer und britischer Herrschaft. Am 26. Mai 1966 wurde Guyana unabhängig.

## Arawak und Kariben
Die Besiedlung Amerikas erfolgte von Norden. Die ersten Siedler erreichten den Doppelkontinent vor frühestens 18.000 Jahren. Sie waren Nomaden, die allmählich über Zentralamerika nach Südamerika gelangten. Eine der Hinterlassenschaften der indigenen Völker war das Wort „Guyana“, das nicht nur das heute so genannte Land meinte, sondern auch den Raum von Suriname (Niederländisch-Guyana) und Französisch-Guayana, sowie Teile des heutigen Brasiliens und Venezuelas umfasste. Das Wort „Guyana“ bedeutet so viel wie „Land des Wassers“. Tatsächlich ist Guyana reich an Flüssen und Bächen.
Um 1500 lebten vor allem zwei Völker in Guyana: die Arawak und die Kariben, wobei die Kariben am Ende des 15. Jahrhunderts bereits einen Großteil der Arawak in Richtung Kleine Antillen vertrieben hatten.

## Niederländische Kolonisierung
Obwohl der Spanier Alonso de Ojeda die Küste des heutigen Guyana im Jahre 1499 entdeckte, erfolgte – über einzelne Vorstöße zur Erkundung des Hinterlandes hinaus – keine wirkliche Inbesitznahme und Besiedlung durch die Spanier. Denn dieser Landstrich erschien ihnen weit weniger Gewinn verheißend als andere Teile Südamerikas und Mittelamerikas.
Es waren Niederländer, die im Gebiet des heutigen Guyana als erste Kolonien gründeten: 1581 eine Kolonie am Pomeroon, 1616 die Kolonie Essequibo, 1627 die Kolonie Berbice und 1745 die Kolonie Demerara. Die Niederlande erschienen in der Karibik und in Südamerika als „verspätete Kolonialmacht“. Denn erst als die Republik der Sieben Vereinigten Provinzen im Achtzigjährigen Krieg seit 1568 Schritt für Schritt ihre Unabhängigkeit von der spanischen Krone erkämpfte, war während des Goldenen Zeitalters der Weg frei zum Aufbau eines eigenen Kolonialreiches. An der Nordküste Südamerikas mussten die Niederländer dabei mit dem Gebiet zwischen dem Essequibo und dem Oyapock vorliebnehmen, das von den Spaniern (im Westen) und den Portugiesen (im Osten) noch nicht in Beschlag genommen worden war: heute in etwa das Gebiet von Guyana, Suriname und Französisch-Guayana.
Die ersten Stützpunkte an der Küste und an den ins Hinterland führenden Flüssen dienten dem Handel mit den indigenen Völkern. Doch schon bald wurden Plantagen zum Anbau von Kaffee, Tabak, Indigopflanzen, Kakao, Baumwolle und vor allem Zucker angelegt. Um diese zu bewirtschaften, wurden Sklaven aus Afrika „importiert“, die auf den Feldern unter erbärmlichen Bedingungen für den Profit ihrer Herren schuften mussten.
1763 kam es in der Kolonie Berbice unter Führung des Sklaven Cuffy (heute der Nationalheld Guyanas) zum Sklavenaufstand gegen die Niederländer. Rund 3000 Sklaven kämpften für ihre Freiheit und ihr Land. Der Aufstand begann am 23. Februar 1763 auf der Plantage Magdalenenberg am Canje, einem Nebenfluss des Berbice, und ergriff schnell Plantage um Plantage. Erst nach 13 Monaten konnten die niederländischen Truppen, unterstützt von britischen und französischen, den Aufstand niederwerfen.
Die Entwicklung des Frauenwahlrechts ist mit der Kolonialgeschichte des Gebietes verknüpft. 1812 wurde nach Frank A. Narain Frauen das Stimmrecht zugestanden, wenn sie Sklaven besaßen oder Einkommensteuer auf mindestens 10 000 Gulden zahlen konnten; in der Quelle finden sich keine Angaben dazu, ob damit Gleichheit zwischen Frauen und Männern hergestellt wurde.
Der Besitz der drei Kolonien Essequibo, Berbice und Demerara (die Kolonie am Pomeroon war in der Kolonie Essequibo aufgegangen) wechselte bis 1814 mehrmals zwischen den Kolonialmächten Niederlande, Großbritannien und Irland und Frankreich.

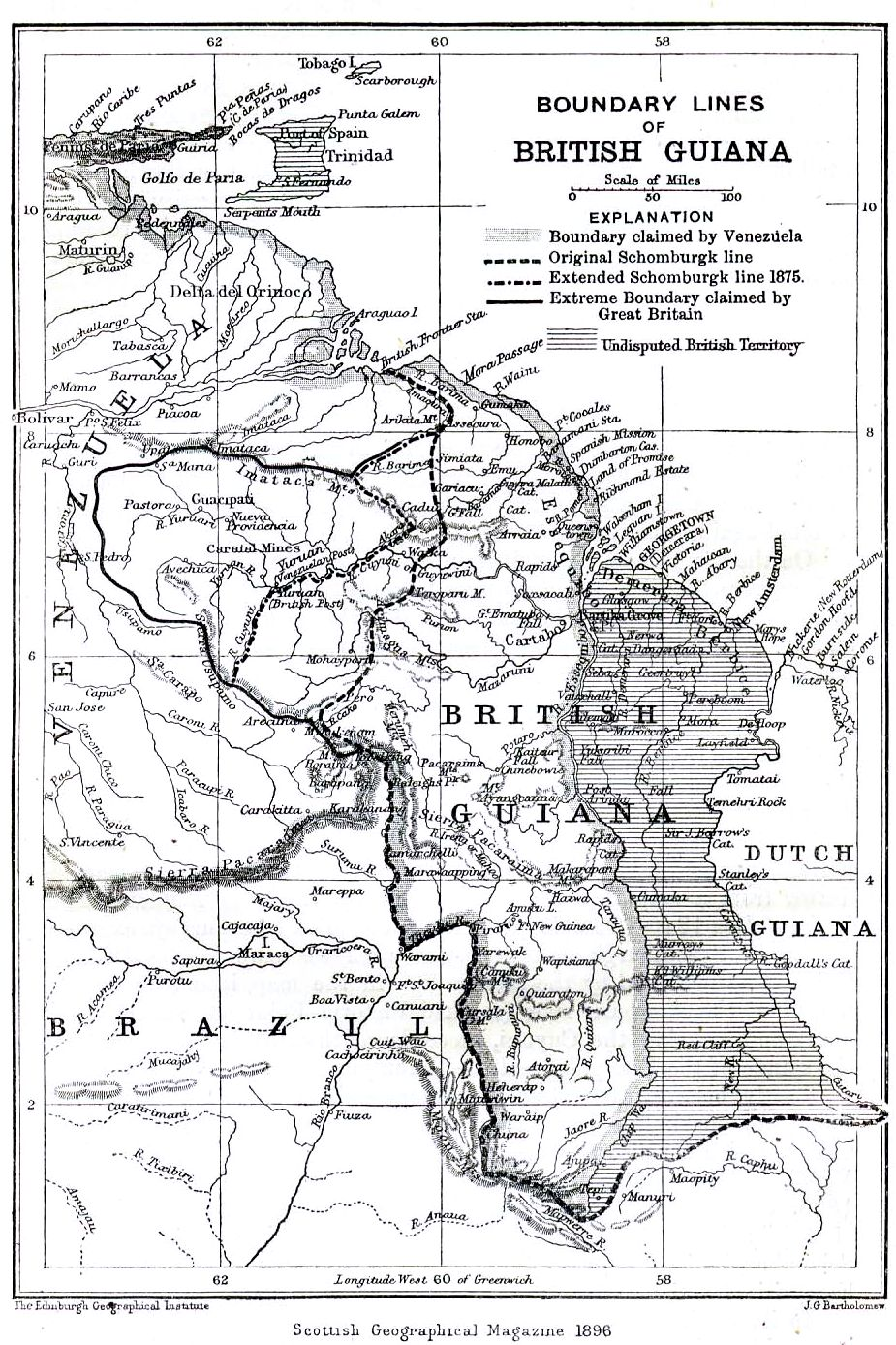
Britisch-Guyana 1896

## Guyana als britische Kolonie
Aufgrund des 1814 in London geschlossenen Britisch-Niederländischen Vertrages traten die Niederlande die drei Kolonien Essequibo, Berbice und Demerara an das Vereinigte Königreich von Großbritannien und Irland ab. Der Vertrag bestätigte den Niederlanden ihre dortigen früheren Handelsrechte. 1831 wurden die drei Kolonien zur Kolonie Britisch-Guayana vereinigt.
Nachdem 1834 die Sklaverei abgeschafft wurde, importierten die Briten ab 1838 vor allem Kontraktarbeiter aus Britisch-Indien als Ersatz für die von Zuckerrohr-Plantagen wegziehenden Afro-Guyaner, außerdem ab 1835 Portugiesen vor allem aus Madeira.
Ab 1849 durften nur noch männliche britische Staatsbürger wählen; durch Anforderungen an das Vermögen war deren Wahlrecht weiterhin eingeschränkt. Nach Frank A. Narain erhielten 1928 die Frauen das aktive Wahlrecht zurück; das Wahlrecht war auch weiterhin an ein bestimmtes Vermögen gekoppelt. Eine andere Quelle nennt 1945 als Jahr für die Einführung des aktiven Frauenwahlrechts zum gesetzgebenden Gremium von Britisch-Guayana.
Im Jahre 1953 intervenierten britische Truppen in Britisch-Guayana. Großbritannien befürchtete, dass das Ehepaar Janet und Cheddi Jagan und die von ihnen gegründete People’s Progressive Party (PPP) aus Guyana ein kommunistisches Land machen wollten.

## Staatliche Unabhängigkeit
Guyana erreichte die Unabhängigkeit vom Vereinigten Königreich schließlich am 26. Mai 1966 und wurde am 23. Februar 1970 unter Premier Forbes Burnham vom People’s National Congress (PNC) zur Kooperativen Republik erklärt.
Seit den 1960er Jahren spielen ethnische Konflikte zwischen den Afro-Guyanern und den Indisch-Guyanern in Gesellschaft und Politik immer wieder eine Rolle. Zudem kam in den 60er Jahren der Grenzkonflikt mit Venezuela wieder auf, der in der venezolanischen Besetzung von Ankoko Island gipfelte.
Am 11. Oktober 1974 wurde Guyana zum ersten Mal für zwei Jahre in den UN-Sicherheitsrat gewählt und war damit das erste Land in dem Gremium, das weniger als eine Million Einwohner hatte. 1982/83 war das Land erneut Mitglied des Sicherheitsrats.
Im Jahr 1978 war Guyana durch das Blutbad in Jonestown in den Weltnachrichten. Sektenführer Jim Jones des Peoples Temple gab nach der Ermordung eines amerikanischen Politikers seinen Anhängern den Auftrag zum kollektiven Selbstmord.
Im Jahre 1980 wurde ein neues Grundgesetz angenommen. Hierbei wurde das Amt des Premierministers in der Macht eingeschränkt und das exekutive Präsidentschaftsamt eingeführt.
1989 startete die Regierung Guyanas ein Wirtschaftsprogramm, welches eine drastische Wende weg von staatlich kontrollierter Planwirtschaft, hin zu einer freien Marktwirtschaft mit offenen Märkten, bewirkte.
Nach den Präsidentschaftswahlen von 1992, die durch Cheddi Jagan von der PPP gewonnen wurde, kam es durch militante Anhänger der unterlegenen PNC zu heftigen Ausschreitungen in der Hauptstadt Georgetown. Nachdem Jagan 1997 gestorben war, wurde im Dezember 1997 seine Witwe, Janet Jagan zur neuen Präsidentin gewählt. Im August 1999 trat sie aus gesundheitlichen Gründen zurück und Bharrat Jagdeo wurde neuer Staatspräsident von Guyana.
Bei den Parlamentswahlen am 19. März 2001 wurde Bharrat Jagdeo in seinem Amt als Präsident bestätigt, ebenso bei den folgenden Wahlen am 2. September 2006. Nach dem erneuten Wahlerfolg der PPP im Jahre 2011 wurde ihr Kandidat Donald Ramotar am 3. Dezember 2011 Präsident und Nachfolger des bisherigen Amtsinhabers Bharrat Jagdeo, der nach zwei Amtszeiten nicht mehr antreten durfte. 2015 unterlag Ramotar dem neuen Präsidenten David Arthur Granger. Am 21. Dezember 2018 sprach das Parlament Granger das Misstrauen aus. Der Verfassung gemäß hätte daraufhin innerhalb von 90 Tagen ein neues Parlament gewählt werden müssen. Die Regierung focht das Misstrauensvotum jedoch gerichtlich an und konnte so Zeit gewinnen. Am 18. Juni 2019 entschied der Caribbean Court of Justice (CCJ) in letzter Instanz, dass die Regierung Neuwahlen anzusetzen habe. Die gerichtlich angeordneten Wahlen fanden schließlich am 2. März 2020 statt. Die Wahlkommission erklärte die regierende APNU-AFC-Koalition mit 59.077 Stimmen Vorsprung vor der PPP zur Wahlsiegerin. Die Stimmauszählung war jedoch nach den Feststellungen internationaler Wahlbeobachter teilweise regelwidrig erfolgt. Nach anhaltenden Protesten verständigten sich Regierung und Opposition schließlich auf eine Neuauszählung. Diese lief jedoch sehr schleppend an. Am 18. Mai 2020 waren erst 642 von 2339 Wahlurnen neu ausgezählt. Nach der Neuauszählung trat schließlich Irfaan Ali von der PPP im August 2020 sein Amt an.
Am 3. Dezember 2023 fand in Venezuela ein Referendum über die Annexion eines Teils von Guyana statt. Nach Regierungsangaben bejahten rund 96 Prozent der Teilnehmer die Frage, ob ein neuer venezolanischer Bundesstaat namens Guayana Esequiba geschaffen und die dortige Bevölkerung die venezolanische Staatsbürgerschaft bekommen soll. Die Wahlbeteiligung lag allerdings selbst gemäß offiziellen Angaben nur bei 51 % und in Venezuela werden unter der Maduro-Regierung systematisch Wahlergebnisse gefälscht.